# JAX-WS
Java API для XML Web Services, або JAX-WS — прикладний програмний інтерфейс (API) мовою програмування Java для розробки веб сервісів. Є частиною Java EE платформи від Sun Microsystems. JAX-WS 2.0 створено внаслідок розвитку технології JAX-RPC 1.1. 
JAX-WS використовує анотації, які були вперше введені в Java SE 5, для спрощення  розробки та розгортання  веб сервісів. Довідкова реалізація JAX-WS створення як проект з відкритими вихідними кодами і є частиною проекту GlassFish. Це Java EE application server з відкритими вихідними кодами. Має назву Java EE application server JAX-WS RI (RI для reference implementation — довідкова реалізація) і заявляється як продукт промислової якості (хоча і є довідковою реалізацією).